# Jochspitz
Die Jochspitz (auch Jochspitze) ist ein 2232 m hoher Berg in den Allgäuer Alpen.

## Geologie
Die Jochspitz besitzt einen Gipfelaufbau aus Hauptdolomit, der auf einem Sockel von Lias-Fleckenmergel sitzt.

## Besteigung
Sie liegt südsüdwestlich des Hornbachjochs und ist von diesem über einen markierten Weg (Trittsicherheit erforderlich) erreichbar.
Ein weiterer Aufstieg führt von Hinterhornbach auf den Kanzberg und weiter in westlicher Richtung auf die Jochspitz. Der Übergang vom Kanzberg zur Jochspitz erfordert ebenfalls Trittsicherheit.